# Wognum
 Wognum est un village et une ancienne commune dans la province de la Hollande-Septentrionale. Depuis le 1er janvier 2007, Wognum est rattaché à la commune de Medemblik.

## La commune avant la fusion

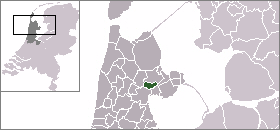
Situation de l'ancienne commune de Wognum

La superficie de la commune était de 21,42 km2 dont 0,05 km2 d'eau. Sa population était de 8 130 habitants en 2005.
Elle était constituée des villages de Nibbixwoud, Wognum, Zwaagdijk-West et du hameau de Wijzend.